# Paracyclopina pacifica
Paracyclopina pacifica – wątpliwy gatunek widłonoga z rodziny Cyclopettidae. Nazwa naukowa tego gatunku skorupiaków została opublikowana w 1935 roku przez radzieckiego zoologa Siergieja Smirnowa. W bazie World Register of Marine Species takson ten traktowany jest jako nomen nudum.